# Joeri Postrigaj
Joeri Postrigaj (Jekaterinenburg 31 augustus 1988) is een Russisch kanovaarder. 
Postrigaj won samen met zijn landgenoot Alexander Djatsjenko tijdens de Olympische Zomerspelen 2012 de gouden medaille in de K-2 200 meter.
In 2013 werd Postrigaj wederom samen met Djatsjenko wereldkampioen in de K-2 200 meter.
Postrigaj won tijdens de wereldkampioenschappen verder nog twee zilveren en één bronzen medaille.

## Belangrijkste resultaten

### Olympische Zomerspelen
| Editie | Plaats | Resultaten |
| ------ | ------ | ---------- |
| 2012   | Londen | K-2 200m   |

### Wereldkampioenschappen vlakwater
| Jaar | Plaats   | Resultaten            |
| ---- | -------- | --------------------- |
| 2011 | Szeged   | K-1 500m              |
| 2013 | Duisburg | K-2 200m · K-1 4x200m |
| 2015 | Milaan   | K-2 200m              |

2012: Alexander Djatsjenko & Joeri Postrigaj ·
2016: Saúl Craviotto & Cristian Toro